# Kiestaucher
Der Kiestaucher (Scytalina cerdale) ist ein Fisch aus der Ordnung der Barschartigen. Er ist die einzige Art der Familie Scytalinidae. Kiestaucher leben in den kalten Küstengewässern des östlichen Nordpazifik auf Felsgründen und über Sandböden. Das Verbreitungsgebiet erstreckt sich von der Beringstrasse bis zum mittleren Kalifornien.

## Merkmale
Die 15 Zentimeter langen, aalartig schlanken Fische flüchten bei Gefahr in den Bodengrund. Ihr kräftiges Gebiss weist sie als Räuber aus. Ihre kleinen Augen stehen weit oben am Kopf. Bauchflossen fehlen, die Brustflossen sind winzig; Rücken-, After- und Schwanzflosse sind zu einem durchgehenden Flossensaum zusammengewachsen. Ein Seitenlinienorgan ist nicht vorhanden.

## Systematik
Art und Gattung wurden 1895 durch die US-amerikanischen Zoologen David Starr Jordan und Charles Henry Gilbert erstmals wissenschaftlich beschrieben. Dabei wurde die Gattung nach dem Skytale benannt, einem Holzstab mit dem die Spartaner in der Antike geheime Botschaften übermittelten. 1895 führten Jordan und Edwin Chapin Starks die Familie Scytalinidae für die Art ein, die monotypisch geblieben ist. Eine 2021 veröffentlichte Untersuchung über die Phylogenie der Acanthomorpha zeigte jedoch, das Scytalina cerdale als Schwestergruppe einer von Phytichthys chirus und Xiphister gebildeten Klade innerhalb der Familie der Stachelrücken (Stichaeidae) einzuordnen ist.